# Barrio Nuevo (Guerrero)
Barrio Nuevo es una localidad del estado mexicano de Guerrero. Es parte del municipio de Zihuatanejo de Azueta.

## Demografía
| Gráfica de evolución demográfica |
|                                  |

| Censo | Población |
| ----- | --------- |
| 1960  | 269       |
| 1970  | 518       |
| 1980  | 500       |
| 1990  | 798       |
| 2000  | 992       |
| 2010  | 1 726     |
| 2020  | 1 493     |